# 東経40度線
東経40度線（とうけい40どせん）は、本初子午線面から東へ40度の角度を成す経線である。北極点から北極海、ヨーロッパ、アジア、アフリカ、インド洋、南極海、南極大陸を通過して南極点までを結ぶ。
東経40度線は、西経140度線と共に大円を形成する。

## 通過する地域一覧
東経40度線は、北極点から南極点まで南に向かって以下の場所を通っている。
| 地理座標                                             | 国土・領土・領海 | 備考                                                                      |
| ---------------------------------------------------- | ---------------- | ------------------------------------------------------------------------- |
| 北緯90度0分 東経40度0分 / 北緯90.000度 東経40.000度  | 北極海           |                                                                           |
| 北緯80度27分 東経40度0分 / 北緯80.450度 東経40.000度 | バレンツ海       |                                                                           |
| 北緯67度49分 東経40度0分 / 北緯67.817度 東経40.000度 | ロシア           | オストロフルンボフスキー島（英語版）、コラ半島                            |
| 北緯66度25分 東経40度0分 / 北緯66.417度 東経40.000度 | 白海             |                                                                           |
| 北緯65度49分 東経40度0分 / 北緯65.817度 東経40.000度 | ロシア           |                                                                           |
| 北緯65度10分 東経40度0分 / 北緯65.167度 東経40.000度 | 白海             | ドビナ湾（英語版）                                                        |
| 北緯64度45分 東経40度0分 / 北緯64.750度 東経40.000度 | ロシア           |                                                                           |
| 北緯49度36分 東経40度0分 / 北緯49.600度 東経40.000度 | ウクライナ       |                                                                           |
| 北緯49度9分 東経40度0分 / 北緯49.150度 東経40.000度  | ロシア           |                                                                           |
| 北緯48度53分 東経40度0分 / 北緯48.883度 東経40.000度 | ウクライナ       | 約10km                                                                    |
| 北緯48度48分 東経40度0分 / 北緯48.800度 東経40.000度 | ロシア           |                                                                           |
| 北緯48度17分 東経40度0分 / 北緯48.283度 東経40.000度 | ウクライナ       | 約6km                                                                     |
| 北緯48度13分 東経40度0分 / 北緯48.217度 東経40.000度 | ロシア           |                                                                           |
| 北緯43度23分 東経40度0分 / 北緯43.383度 東経40.000度 | 黒海             |                                                                           |
| 北緯40度57分 東経40度0分 / 北緯40.950度 東経40.000度 | トルコ           |                                                                           |
| 北緯36度49分 東経40度0分 / 北緯36.817度 東経40.000度 | シリア           |                                                                           |
| 北緯33度57分 東経40度0分 / 北緯33.950度 東経40.000度 | イラク           |                                                                           |
| 北緯32度1分 東経40度0分 / 北緯32.017度 東経40.000度  | サウジアラビア   |                                                                           |
| 北緯20度15分 東経40度0分 / 北緯20.250度 東経40.000度 | 紅海             |                                                                           |
| 北緯16度3分 東経40度0分 / 北緯16.050度 東経40.000度  | エリトリア       | ダフラク諸島、本土                                                        |
| 北緯14度27分 東経40度0分 / 北緯14.450度 東経40.000度 | エチオピア       |                                                                           |
| 北緯3度56分 東経40度0分 / 北緯3.933度 東経40.000度   | ケニア           |                                                                           |
| 南緯3度22分 東経40度0分 / 南緯3.367度 東経40.000度   | インド洋         | ペンバ島、レイサム島（英語版）、マフィア島（ タンザニア）のすぐ東を通過   |
| 南緯10度8分 東経40度0分 / 南緯10.133度 東経40.000度  | タンザニア       |                                                                           |
| 南緯10度49分 東経40度0分 / 南緯10.817度 東経40.000度 | モザンビーク     |                                                                           |
| 南緯16度12分 東経40度0分 / 南緯16.200度 東経40.000度 | インド洋         | バサス・ダ・インディアとユローパ島（ フランス領南方・南極地域）の間を通過 |
| 南緯60度0分 東経40度0分 / 南緯60.000度 東経40.000度  | 南極海           |                                                                           |
| 南緯68度52分 東経40度0分 / 南緯68.867度 東経40.000度 | 南極大陸         | ドローニング・モード・ランド（ ノルウェーが領有権を主張）                 |